# MARIA (黒夢の曲)
「MARIA」（マリア）は、日本のロックバンド、黒夢の12枚目のシングル。

## 概要
ダイハツ「MOVE aerodown CUSTOM」CMソング。初回盤はジャケットサイズのステッカーが2枚貼られ、剥がすとメンバーの写真が出てくる。
歌詞が掲載されていない。理由は当時「カラオケで歌って欲しくない」と、「1ヶ月後に出るアルバムにどうせ歌詞が収録される」からであった。
ジャケットの裏側には本作の広告と、次作アルバム『CORKSCREW』 (アルバムタイトルは伏せられていた) の発売予告が掲載されたが、その段階では【「少年」「MARIA」を含む全15曲収録】だった。(後に正式に発売された際には、14曲収録であった。)

## 収録曲
| 全作詞・作曲: 清春、全編曲: 黒夢, 土方隆行。 |                                             |      |            |      |
| #                                            | タイトル                                    | 作詞 | 作曲・編曲 | 時間 |
| 1.                                           | 「MARIA」                                   | 清春 | 清春       | 4:36 |
| 2.                                           | 「Unlearned Man -1998 CRAZY FIRE VERSION-」 | 清春 | 清春       | 4:08 |

## カバー
- 2011年、Plastic Tree (トリビュートアルバム『FUCK THE BORDER LINE』に収録)[1]